# 大公園駅 (京畿道)
大公園駅（テゴンウォンえき）は大韓民国京畿道果川市にある、韓国鉄道公社（KORAIL）果川線の駅。駅番号は(437)。ソウルランドという副駅名がある。

## 駅構造
相対式ホーム2面2線を有する地下駅。
出口は1番から5番までの5ヵ所ある。

### のりば
| 1 | ●果川線 | 舎堂・ソウル駅・東大門・仏岩山方面 |
| 2 | ●果川線 | 衿井・中央・安山・烏耳島方面       |

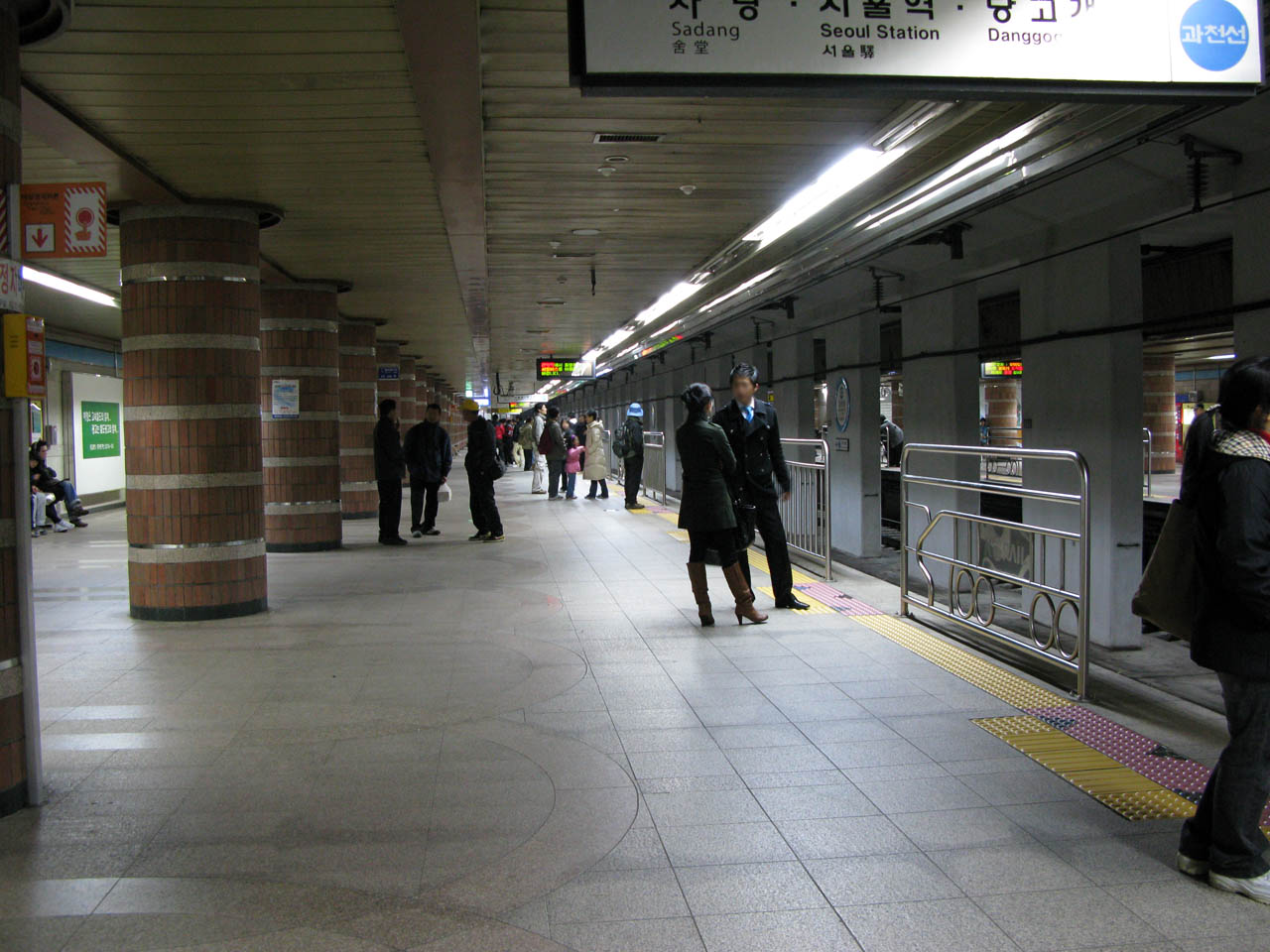
タンゴゲ方面ホーム（2008年撮影）

## 駅周辺
- ソウル大公園
- ソウルランド
- 国立現代美術館
- 国立果川科学館
- 韓国カメラ博物館

## 歴史
- 1994年4月1日 - 開業。
- 2006年7月 - グループ代表駅に指定。
- 2009年9月 - グループ代表駅から普通駅に格下げ。

## 利用状況
| 路線    | 乗車人員 | 乗車人員 | 乗車人員 | 乗車人員 | 乗車人員 | 乗車人員 | 乗車人員 | 乗車人員 | 乗車人員 | 乗車人員 | 注 釈 |
| 路線    | 2000年   | 2001年   | 2002年   | 2003年   | 2004年   | 2005年   | 2006年   | 2007年   | 2008年   | 2009年   | 注 釈 |
| ------- | -------- | -------- | -------- | -------- | -------- | -------- | -------- | -------- | -------- | -------- | ----- |
| ●果川線 | 8170     | 8590     | 8822     | 8904     | 7545     | 6972     | 6553     | 6878     | 7062     | 7331     | [ 1 ] |

## 隣の駅
韓国鉄道公社　
●果川線　
競馬公園駅 (436) - 大公園駅 (437) - 果川駅 (438)